# 태민 (1959년)
태민(본명: 이재석 1959년 1월 23일~)은 대한민국의 트로트 가수이다.1991년 무조건으로 가요계에 데뷔했으며 현재 한국방송가수협회 회장으로 역임하고 있다. 또한 문화관광체육부와 예술인복지재단의 예술활동 증명을 발급 받아 문화예술 창달에 왕성한 힘을 쏟고있다. 최근에도 미스터트롯 출신의 슈퍼스타 임영웅의 사랑할 나이와 방가희 양이 부른 그날밤 맹세 등을 작사 작곡하여 정통 트롯의 히트곡 저작자로서도 크게 각광을 받고 있기도 하다. 그는 북한 용천 폭파사고에는 서울역 앞에서 동포돕기 모금운동의 일환으로 설운도 진성, 김부자, 배일호 등 인기 동료가수들이 우정출연을 하는 대공연을 했다. 태민은 데뷔때부터 현재까지 매년마다 독거노인돕기 자선공연을 펼쳐 가요계의 귀감이 되고 있다. 아들 이민은 발라드그룹에서 센터를 맡는 등 부자(夫子)가수 이기도 하다. TM엔터테인먼트라는 기획사를 운영하고 있으며 소속가수로는 방가희, 이민 등이 있다. 또한 신인가수 발굴에도 역점을 두고있다.

## 학력
- 격포국민학교 (졸업)
- 변산중학교 (졸업)
- 전주신흥고등학교 (졸업)
- 전주대학교 (졸업)

## 앨범
- 1991년 - 무조건
- 2002년 - 삶
- 2004년 - 아줌마 시대
- 2005년 - 부디부디
- 2006년 - 안그래도 예쁜당신
- 2010년 - 명품대박 건방진 트로트
- 2011년 - Best (청춘사수)
- 2014년 - 사랑할 나이
- 2015년 - 달인들의 디스코 메들리
- 2019년 - 그날밤맹세 방가희 작사,곡
- 2020년 - 사랑할나이 임영웅 작곡